# Mammillaria supertexta
Mammillaria supertexta ist eine Pflanzenart aus der Gattung Mammillaria in der Familie der Kakteengewächse (Cactaceae). Das Artepitheton supertexta bedeutet ‚überdeckt‘.

## Beschreibung
Mammillaria supertexta wächst zuerst einzeln, später dann von der Seite sprossend und kleine Gruppen bildend. Die grünen Triebe sind fast kugelig bis länglich geformt. Sie werden 10 bis 13 Zentimeter hoch und 8 bis 10 Zentimeter im Durchmesser groß. Die stark gedrängten Warzen sind klein, etwas konisch geformt und führen keinen Milchsaft. Die Axillen sind stark mit Wolle besetzt, so dass die Warzen beinahe völlig verdeckt werden. Die zwei Mitteldornen sind weiß mit brauner Spitze und bis zu 3 Millimeter lang. Die 16 bis 18 Randdornen sind schlank, kalkig weiß und bis zu 5 Millimeter lang. Die untersten sind dabei häufig am längsten.
Die kleinen Blüten sind mehr oder weniger purpurrot. Die keulig geformten Früchte sind hellrot bis hochrot. Sie sind 0,8 bis 1,6 Zentimeter lang und 3 bis 5 Millimeter dick. Sie enthalten braune Samen.

## Verbreitung, Systematik und Gefährdung
Mammillaria supertexta ist im mexikanischen Bundesstaat Oaxaca verbreitet.
Die Erstbeschreibung erfolgte 1837 durch Ludwig Georg Karl Pfeiffer. Nomenklatorische Synonyme sind Cactus supertextus (Mart. ex Pfeiff.) Kuntze (1891), Mammillaria elegans var. supertexta (Mart. ex Pfeiff.) Schelle (1907) und Neomammillaria supertexta (Mart. ex Pfeiff.) Y.Itô (1981).
In der Roten Liste gefährdeter Arten der IUCN wird die Art als „Endangered (EN)“, d. h. als stark gefährdet geführt.

## Nachweise